# Laurent Dognin

Wappen von Laurent Dognin als Weihbischof

Laurent Marie Bernard Dognin (* 3. Januar 1953 in Paris, Frankreich) ist ein römisch-katholischer Geistlicher und Bischof von Quimper.

## Leben
Laurent Dognin empfing am 15. Juni 1980 das Sakrament der Priesterweihe für das Bistum Nanterre.
Am 5. Januar 2011 ernannte ihn Papst Benedikt XVI. zum Titularbischof von Macriana in Mauretania und bestellte ihn zum Weihbischof in Bordeaux. Der Erzbischof von Bordeaux, Jean-Pierre Kardinal Ricard, spendete ihm am 27. Februar desselben Jahres die Bischofsweihe; Mitkonsekratoren waren der emeritierte Bischof von Nanterre, François Favreau, und der Bischof von Nanterre, Gérard Daucourt.
Papst Franziskus ernannte ihn am 20. Mai 2015 zum Bischof von Quimper. Die Amtseinführung fand am 5. Juli desselben Jahres statt.